# Schlacht bei Lesnaja
1. Phase: Schwedische Dominanz (1700–1709)
Dänischer Kriegsschauplatz (1700)
Humlebæk • Tönning I 
Livländ./ Estnischer Kriegsschauplatz (1700–1708)
Riga I • Jungfernhof • Varja • Pühhajoggi • Narva • Petschora • Düna • Rauge • Erastfer • Hummelshof • Embach • Tartu • Narva II • Wesenberg I • Wesenberg II
Ingermanländ./ Finnischer Kriegsschauplatz (ab 1701)
Archangelsk • Ladogasee • Nöteborg • Nyenschanz • Newa • Systerbäck • Petersburg • Wyborg I • Porvoo • Newa II • Koporje II • Kolkanpää
Litauisch-weißrussischer Kriegsschauplatz (1702–1706)
Vilnius • Saladen • Jakobstadt • Gemauerthof • Mitau • Grodno I • Olkieniki • Njaswisch • Klezk • Ljachawitschy
Polnischer Kriegsschauplatz (1702–1706)
Klissow • Pułtusk • Thorn • Lemberg • Warschau • Posen • Punitz • Tillendorf • Rakowitz • Praga • Fraustadt • Kalisch 
Russischer Kriegsschauplatz (1708–1709)
Grodno II • Golowtschin • Moljatitschi • Rajowka • Lesnaja • Desna • Baturyn • Koniecpol • Weprik • Opischnja • Krasnokutsk • Sokolki • Poltawa I • Poltawa II
2. Phase: Schweden in der Defensive (1710–1721)
Baltischer und Finnischer Kriegsschauplatz (bis 1714)
Riga II • Wyborg II • Pernau • Kexholm • Reval • Hogland • Pälkäne • Storkyro • Nyslott • Hanko 
Schwed./Norwegischer Kriegsschauplatz (1710–1721)
Helsingborg • Køge-Bucht • Bottnischer Meerbusen • Frederikshald I • Dynekilen-Fjord • Göteborg I • Strömstad • Trondheim • Frederikshald II • Marstrand • Ösel • Göteborg II • Södra Stäket • Grönham • Sundsvall
Norddeutscher Kriegsschauplatz (1711–1716)
Elbing • Wismar I • Lübow • Stralsund I • Greifswalder Bodden I • Stade • Rügen • Gadebusch • Altona • Tönning II • Stettin • Fehmarn • Wismar II • Stralsund II • Jasmund • Peenemünde • Greifswalder Bodden II • Stresow 
Die Schlacht bei Lesnaja war eine Schlacht während des Russlandfeldzugs des schwedischen Königs Karl XII. im Großen Nordischen Krieg. Sie fand am 28. Septemberjul./ 29. Septemberschwed./ 9. Oktober 1708greg. in der Nähe des Dorfes Lesnaja (heute Teil von Mahiljou, Belarus) statt. Die russischen Truppen unter dem Kommando von Zar Peter I. und Feldmarschall Menschikow besiegten eine schwedische Armee unter dem Kommando von General Adam Ludwig Lewenhaupt.

## Vorgeschichte
| \| Schlacht bei Lesnaja \| |
| Lage des Schlachtfeldes    |
| Schlacht bei Lesnaja       |

Lewenhaupt kommandierte eine der besten schwedischen Armeen, die in der Nähe der Hafenstadt Riga stationiert war und in den Vorjahren russische Vorstöße nach Kurland und Litauen erfolgreich abwehren konnte (u. a. Schlacht bei Jakobstadt, Schlacht bei Gemäuterhof). Im Sommer 1708 bewegte er seine Truppen auf Befehl des schwedischen Königs Karl XII. in südliche Richtung, um sich mit den Haupttruppen Karls zu vereinigen, die in Polen stationiert waren. Sein gesamtes Invasionsheer, mit dem der König im September 1707 von Sachsen aus nach Moskau marschierte, setzte sich zwischenzeitlich aus fast 70.000 Soldaten zusammen.
Das schwedische Hauptheer litt unter erheblichen Versorgungsproblemen, da die russischen Truppen die Weite des Landes nutzten und sich stetig zurückzogen und dabei konsequent die Taktik der verbrannten Erde anwendeten. Karl erwartete daher dringlich die Truppen unter dem Kommando von Lewenhaupt sowie Nachschub an Munition und Ausrüstung, um danach den Feldzug in Richtung Moskau fortzusetzen.
Die Vorbereitungen für den Aufbruch von Lewenhaupts Truppen dauerten jedoch länger als erwartet und die notwendige Verstärkung verzögerte sich. Nach langen Wochen des erfolglosen Wartens entschloss sich Karl für die Invasion der Ukraine und gab seinen Truppen am 15.jul./ 16.schwed./ 26. September 1708greg. den Befehl zum Aufmarsch. Die Truppen Lewenhaupts waren zu diesem Zeitpunkt nur etwa 80 Meilen von der Position der Haupttruppen entfernt.
Zar Peter I. befahl den sofortigen Angriff auf die kleinere Armee der Schweden, bevor diese sich mit den Haupttruppen vereinigen konnte. Zusammen mit seinem engsten Vertrauten Menschikow, den er nach dem Sieg in der Schlacht bei Kalisch (1706) zum Herzog von Ingermanland erhoben hatte, übernahm der Zar selbst das Kommando über zehn Bataillone seiner erfahrensten Truppen, zehn Dragonerregimenter und vier Batterien berittener Artillerie, zusammen 11.625 Mann. Die russischen Truppen sollten ein schnelles Manöver ausführen, um Lewenhaupts Truppen den Weg abzuschneiden. Lewenhaupts Truppe bestand aus 7.500 Mann Infanterie und 5.000 Reitern, die einen Versorgungszug mit fast 1.000 Wagen begleiteten. Am 18. Septemberjul. erreichten die Schweden den Dnepr. Der Übergang über den Fluss zog sich über eine ganze Woche hin, in der sich die Russen den Schweden näherten. Am 27. Septemberjul. wurden die Schweden beim Dorf Lesnaja eingeholt.

## Schlachtverlauf

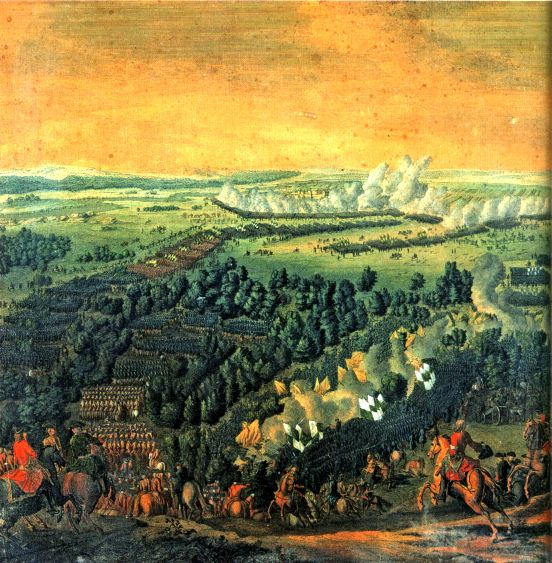
Schlacht bei Lesnaja

Die Schlacht begann gegen 11 Uhr und die Schweden wurden gegen das Dorf Lesnaja zurückgedrängt. Von 15 bis 16 Uhr wurden die Kampfhandlungen weitgehend eingestellt für eine Erholungspause der erschöpfen Truppen beider Seiten. Währenddessen erhielten die Russen Verstärkung durch 4000 Dragoner. Im Laufe des Tages kam es zu einem Schneesturm, der Ende September auch für russische Wetterverhältnisse sehr ungewöhnlich war (Jahrtausendwinter von 1708/1709). Bei Anbruch der Nacht behaupteten die Schweden noch ihre Stellungen. Lewenhaupt entschloss sich zu einem nächtlichen Rückzug über den Fluss. Die Armee marschierte nach Propolsk, wo sie die Brücke zerstört fand. Lewenhaupt befahl die Zerstörung der meisten Nachschubwagen und ihrer Ladung. Auf ihrem weiteren Marsch zur Hauptarmee verloren die Schweden weitere Soldaten als Versprengte und durch Attacken der Russen.
Insgesamt verloren die Schweden 6.307 Soldaten, mehr als die Hälfte davon wurde gefangen genommen. Der Rest der Truppen, rund 6000 Mann, erreichte die schwedische Hauptarmee am 8.jul./ 9.schwed./ 19. Oktober 1708greg. in der Nähe des Dorfes Starodub, 60 Kilometer westlich des Nebenflusses Desna.

## Folgen
Der Sieg bei der Schlacht von Lesnaja brachte eine große moralische Stärkung der Russen, denn die Truppen Lewenhaupts waren während der letzten neun Jahre unbesiegt und galten als die besten der schwedischen Armee. Schweden verlor einen großen Teil seines Nachschubmaterials, was den weiteren Krieg entscheidend prägte, da Russland die Strategie der „verbrannten Erde“ anwendete. Der Sieg trug nach russischer Auffassung damit bei zum Sieg der Russen in der Schlacht bei Poltawa, bei der 9 Monate später die schwedische Armee des Königs Karl XII. vernichtend geschlagen wurde. Peter I. der Große nannte diese Schlacht später „Die Mutter der Schlacht von Poltawa“.